# Andrew Dickson White
Andrew Dickson White (ur. 7 listopada 1832 w Homer, zm. 4 listopada 1918 w Ithace) – amerykański historyk i dyplomata, współzałożyciel i pierwszy rektor Cornell University, a także pierwszy prezes Amerykańskiego Towarzystwa Historycznego.
Był ambasadorem USA w Niemczech (1879–1881 i 1897–1902) i Rosji (1892–1894).
Jest autorem bardzo poczytnej pracy The Warfare of Science With Theology (Wojna nauki z teologią), wydanej w 1876 i rozszerzonej w 1896 jako: A History Of The Warfare Of Science With Theology In Christendom (Wojna nauki z teologią w świecie chrześcijańskim).